# Parafia św. Piotra i Pawła w Sierhach
Parafia św. Piotra i Pawła w Sierhach (biał. Парафія Св. Пятра і Паўла y Сергах) – parafia rzymskokatolicka w Sierhach. Należy do dekanatu postawskiego diecezji witebskiej.
Kaplica św. Apostołów Piotra i Pawła w Sierhach została oddana wiernym 15 sierpnia 1992 r. Była kaplicą filialną parafii w Wołkołacie. O jej rozwój zadbał ówczesny proboszcz parafii w Wołkołacie o. Piotr Jasiewicz OFMCap.